# Most dr. Franje Tuđmana (Osijek)
Most dr. Franje Tuđmana je most u Osijeku. Premošćuje rijeku Dravu, te spaja Osijek i Slavoniju s Baranjom.

## Povijest
1962. u Osijeku je izgrađen kolni most preko Drave. Svojoj je svrsi služio do Domovinskog rata, kada je srušen.
Već 1993. postavljen je kamen temeljac za izgradnju novoga mosta. Inicijator ovoga bio je dr. Franjo Tuđman, pokojni hrvatski predsjednik. 1995. današnji je most izgrađen na mjestu staroga i otvoren 10. lipnja te godine. Svečanosti otvaranja nazočio je i sam predsjednik Tuđman. 
Od otvorenja 1995. do 2009. most je nosio imena, kao što su Dravski most, Biljski most i sl. 2009. odlukom čelništva grada Osijeka i Osječko-baranjske županije, most je preimenovan u Most dr. Franje Tuđmana.